# Anni Rehborn

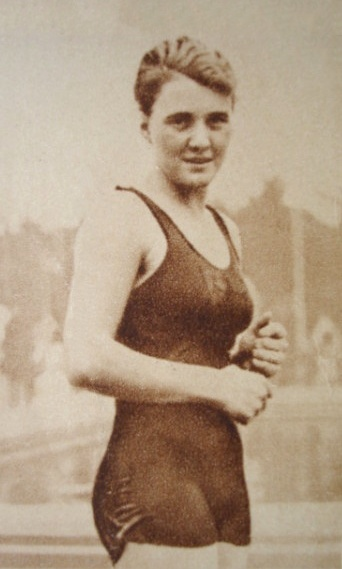
Anni Rehborn

Kätchen Wilhelmine Jettchen Anna „Anni“ Rehborn, verheiratete Anni Brandt (* 25. August 1904 in Langenberg (Rheinland); † 15. Januar 1986 in Essen) war eine deutsche Schwimmsportlerin und achtfache deutsche Meisterin.

## Leben
Anni Rehborn, Tochter des seit 1906 in Bochum tätigen Bademeisters Julius Rehborn und seiner Frau Anna, geb. Voss, wuchs in Bochum auf, wo die Familie eine Mietwohnung in der Marienstraße 13 in der Nachbarschaft zur städtischen Badeanstalt Marienbad bewohnte. Wie ihr älterer Bruder Julius und ihre jüngere Schwester Hanni war Anni Rehborn Mitglied des Schwimmvereins Blau-Weiß Bochum. Während ihrer Karriere gewann sie sechsmal die deutschen Meisterschaften im 100-m-Rückenschwimmen (1923–1925 und 1927–1929) und wurde außerdem zweimal deutsche Meisterin im 100-m-Freistilschwimmen (1923 und 1924). Bei den Schwimmeuropameisterschaften 1927 in Bologna gewann sie eine Bronzemedaille in der 4 × 100-m-Freistilstaffel.
Für die Olympischen Sommerspiele 1928 in Amsterdam war Anni Rehborn zwar nominiert, startete aber aus unbekannten Gründen nicht. Ihr Bruder Julius und ihre Schwester Hanni nahmen als Wasserspringer erfolgreich an den Olympischen Spielen 1928 teil.
Anni Rehborn lernte bereits in den 1920er Jahren Adolf Hitler kennen, der gern seine Verbundenheit mit Sportlern zeigte, die dem von der NSDAP propagierten rassenideologisch gewünschten Menschenbild vom starken, gesunden, reinen „arischen“ Körper entsprachen. Zum 1. August 1932 trat sie zeitgleich mit ihrem Vater der NSDAP bei (Mitgliedsnummer 1.264.305). Die Historikerin Heike B. Görtemaker hält es für plausibel, dass Anni Rehborn ihren Verlobten Karl Brandt mit Hitler bekannt machte und ihn im Sommer 1933 auf dem Obersalzberg einführte. Die Hochzeit fand am 17. März 1934 in Berlin statt. Als Trauzeugen fungierten Hitler und sein langjähriger Chefadjutant Wilhelm Brückner. Die Hochzeitsfeier fand in Görings Wohnung in Berlin statt. Ende 1934 stellte Karl Brandt einen Aufnahmeantrag in die SS und erhielt zwei Monate später das Angebot, Hitler als Unfallarzt auf Auslandsreisen zu begleiten. Anni und Karl Brandt gehörten seitdem zu den ständigen Gästen auf dem Obersalzberg. Sie wurde eine enge Freundin der sportbegeisterten Eva Braun und von Margarete Speer, der Ehefrau von Albert Speer.
Karl Brandt wurde 1948 wegen seiner Mitverantwortung für die Tötungen der Aktion T4 im Rahmen der NS-Krankenmorde sowie für medizinische Experimente an KZ-Häftlingen gemeinsam mit sechs anderen Beteiligten zum Tode verurteilt und hingerichtet.
Aus der Ehe ging als einziges Kind der am 4. Oktober 1935 geborene Sohn Karl-Adolf Brandt, Chirurg und späterer Leiter der Duisburger BG-Unfallklinik und Begründer des dortigen Eritrea-Projekts, hervor.
Nach dem Ende ihrer sportlichen Karriere war Anni Rehborn als Schwimmlehrerin tätig. Über ihren weiteren Lebensweg in der Zeit nach der Hinrichtung ihres Ehemannes liegen nur spärliche Informationen vor. Die Familie besaß ein Haus in Marienheide bei Gummersbach, wo die Witwe von 1946 an mehr als dreißig Jahre lang lebte. Im Jahr 1980 zog sie in das Wohnstift Augustinum in Essen-Rellinghausen.

## Trivia
Ein Sammelbild mit einer Abbildung von Anni Rehborn aus ihrer Zeit als aktive Schwimmerin war in dem 1932 erschienenen „Sportphoto-Sammelalbum“ der Dresdener Zigarettenfabrik Monopol enthalten.